# Tom Clancy
Thomas Leo Clancy Jr. (12. dubna 1947 Baltimore, Maryland, USA – 1. října 2013 tamtéž) byl americký spisovatel známý jako Tom Clancy. Nejznámější tvorbou jsou jeho fiktivní válečné knihy založené na popisu současných vojenských technologií.
Vystudoval Loyola High School (1965) a Loyola College (1969). Byl dvakrát ženatý a měl 5 dětí. Žil v Prince Fredericku ve státě Maryland. Zemřel v nemocnici v Baltimoru v noci z 1. na 2. října 2013. Také byly podle jeho knih vytvořeny počítačové hry (vydavatele Ubisoft Montreal, Red Storm Entertainment, Next Level Games, Virtuos, High Voltage Software, Loot Drop, Darkworks, Grin, I5 Works). Dokonce byl vytvořen seriál Jack Ryan a film Jack Ryan.

## Dílo

### Série Commanders
- Into the Storm: A Study in Command (1997) – česky zatím nevyšlo
- Every Man a Tiger: The Gulf War Air Campaign (1999) – česky zatím nevyšlo
- Shadow Warriors: Inside the Special Forces (2002) – česky zatím nevyšlo
- K boji připraven (Battle Ready, 2004)

### Série EndWar
- EndWar (2008) – česky zatím nevyšlo
- EndWar: The Hunted (2011) – česky zatím nevyšlo
- EndWar: The Missing (2013) – česky zatím nevyšlo

### Série Ghost Recon
- Ghost Recon (2008) – česky zatím nevyšlo
- Ghost Recon: Combat Ops (2011) – česky zatím nevyšlo
- Ghost Recon: Choke Point (2012) – česky zatím nevyšlo
- Ghost Recon Wildlands: Dark Waters (2017) – česky zatím nevyšlo

### Série H.A.W.X
- H.A.W.X (2009) – česky zatím nevyšlo

### Série sJackem Ryanem(řazeno podle chronologie cyklu)
- Bez výčitek (Without Remorse, 1993)
- Vysoká hra patriotů (Patriot Games, 1987)
- Rudý králík (Red Rabbit, 2002)
- Hon na ponorku (The Hunt for Red October, 1984)
- Red Winter (2022) – česky zatím nevyšlo
- Kardinál z Kremlu (The Cardinal of the Kremlin, 1988)
- Jasné nebezpečí (Clear and Present Danger, 1989)
- Nejhorší obavy (The Sum of All Fears, 1991)
- Čestný dluh (Debt of Honor, 1994)
- Z rozkazu prezidenta (Executive Orders, 1996)
- Duhová šestka (Rainbow Six, 1998)
- Medvěd a drak (The Bear and the Dragon, 2000)
- Tygří zuby (Teeth of the Tiger, 2003)
- Živý nebo mrtvý (Dead or Alive, 2010)
- Živý terč (Locked On, 2011)
- Cílená hrozba (Threat Vector, 2012)
- Skrytá moc (Command Authority, 2013)
- Support and Defend (2014) – česky zatím nevyšlo
- Full Force and Effect (2014) – česky zatím nevyšlo
- Under Fire (2015) – česky zatím nevyšlo
- Commander in Chief (2015) – česky zatím nevyšlo
- Povinnost a čest (Duty and Honor, 2016)
- True Faith and Allegiance (2016) – česky zatím nevyšlo
- V oku bouře (Point of Contact, 2017)
- Power and Empire (2017) – česky zatím nevyšlo
- Line of Sight (2018) – česky zatím nevyšlo
- Oath of Office (2018) – česky zatím nevyšlo
- Enemy Contact (2019) – česky zatím nevyšlo
- Code of Honor (2019) – česky zatím nevyšlo
- Firing Point (2020) – česky zatím nevyšlo
- Shadow of the Dragon (2020) – česky zatím nevyšlo
- Target Acquired (2021) – česky zatím nevyšlo
- Chain of Command (2021) – česky zatím nevyšlo
- Zero Hour (2022) – česky zatím nevyšlo
- Flash Point (2023) – česky zatím nevyšlo
- Weapons Grade (2023) – česky zatím nevyšlo
- Command and Control (2023) – česky zatím nevyšlo
- Act of Defiance (2024) – česky zatím nevyšlo
- Shadow State (2024) – česky zatím nevyšlo

### Série Net Force
- Net Force (Net Force, 1998)
- Skrytá akta (Hidden Agendas, 1999)
- Noční pohyby (Night Moves, 1999)
- Bod zlomu (Breaking Point, 2000)
- Bod dopadu (Point of Impact, 2001)
- KyberZemě (Cybernation, 2001)
- Válečný stav (State of War, 2003)
- Střídání stráží (Changing of the Guard, 2003)
- Odrazový můstek (Springboard, 2005)
- Archimédův efekt (The Archimedes Effect, 2006)

### Série Net Force Relaunch
- Dark Web (2019) – česky zatím nevyšlo
- Attack Protocol (2020) – česky zatím nevyšlo
- Threat Point (2021) – česky zatím nevyšlo
- Moving Target (2023) – česky zatím nevyšlo

### Série Net Force: Slídilové
- Virtuální barbaři (Virtual Vandals, 1998)
- Zabíjení hrou (The Deadliest Game, 1998)
- Jednička je nejosamělejší číslo (One is the Loneliest Number, 1999)
- Poslední útěk (The Ultimate Escape, 1999)
- Velký závod (The Great Race, 1999)
- Konec hry (End Game, 1999)
- Cyberspy (1999) – česky zatím nevyšlo
- Shadow of Honor (2000) – česky zatím nevyšlo
- Private Lives (2000) – česky zatím nevyšlo
- Safe House (2000) – česky zatím nevyšlo
- Gameprey (2000) – česky zatím nevyšlo
- Duel Identity (2000) – česky zatím nevyšlo
- Deathworld (2000) – česky zatím nevyšlo
- High Wire (2001) – česky zatím nevyšlo
- Cold Case (2001) – česky zatím nevyšlo
- Runaways (2001) – česky zatím nevyšlo
- Cloak and Dagger (2002) – česky zatím nevyšlo
- Death Match (2002) – česky zatím nevyšlo

### Série Operační centrum
- Operační centrum (Op-Center, 1995)
- Zrcadlový odraz (Mirror Image, 1995)
- Hra o stát (Games of State, 1996)
- Zákon války (Acts of War, 1997)
- Rovnováha sil (Balance of Power, 1998)
- Stav obležení (State of Siege, 1999)
- Rozděl a panuj (Divide and Conquer, 2000)
- Bojová linie (Line of Control, 2001)
- Čestné poslání (Mission of Honor, 2002)
- Moře v ohni (Sea of Fire, 2003)
- Cestou zrady (Call to Treason, 2004)
- Válka orlů (War of Eagles, 2005)
- Z popela (Out of the Ashes, 2014)
- Into the Fire (2015) – česky zatím nevyšlo
- Scorched Earth (2016) – česky zatím nevyšlo
- Dark Zone (2017) – česky zatím nevyšlo
- For Honor (2018) – česky zatím nevyšlo
- Sting of the Wasp (2019) – česky zatím nevyšlo
- God of War (2020) – česky zatím nevyšlo
- The Black Order (2021) – česky zatím nevyšlo
- Call of Duty (2022) – česky zatím nevyšlo
- Fallout (2023) – česky zatím nevyšlo

### Série Power Plays
- Špinavá hra (Politika, 1997)
- bez_milosti.com (Ruthless.com, 1998)
- Stínová hlídka (Shadow Watch, 1999)
- Biologický úder (Bio-Strike, 2000)
- Cold War (2001) – česky zatím nevyšlo
- Cutting Edge (2002) – česky zatím nevyšlo
- Zero Hour (2003) – česky zatím nevyšlo
- Wild Card (2004) – česky zatím nevyšlo

### Série Průvodce U.S. Army
- Ponorka: Průvodce jadernou válečnou lodí (Submarine: A Guided Tour Inside a Nuclear Warship, 1993)
- Obrněná kavalérie: Průvodce obrněným jízdním plukem (Armored Cav: A Guided Tour of an Armored Cavalry Regiment, 1994)
- Bojová peruť: Historie, současnost a budoucnost amerického vojenského letectva (Fighter Wing: A Guided Tour of an Air Force Combat Wing, 1995)
- Námořní pěchota: Historie, současnost a budoucnost (Marine: A Guided Tour of a Marine Expeditionary Unit, 1996)
- Výsadkáři: Průvodce vzdušným výsadkovým sborem (Airborne: A Guided Tour of an Airborne Task Force, 1997)
- Letadlová loď: Průvodce po letadlové lodi (Carrier: A Guided Tour of an Aircraft Carrier, 1999)
- Zvláštní jednotky: Průvodce U.S. Army Special Forces (Special Forces: A Guided Tour of U.S. Army Special Forces, 2001)

### Série Splinter Cell
- Splinter Cell: Svoboda má svoji cenu (Splinter Cell, 2004)
- Splinter Cell: Operace Baracuda (Splinter Cell: Operation Barracuda, 2005)
- Splinter Cell: Šachmat (Splinter Cell: Checkmate 2006)
- Splinter Cell: Fallout (2007) – česky zatím nevyšlo
- Splinter Cell: Conviction (2009) – česky zatím nevyšlo
- Splinter Cell: Endgame (2009) – česky zatím nevyšlo
- Splinter Cell: Blacklist Aftermath (2013) – česky zatím nevyšlo
- Splinter Cell: Firewall (2022) – česky zatím nevyšlo
- Splinter Cell: Dragonfire (2023) – česky zatím nevyšlo

### Série The Division
- The Division: Broken Dawn (2019) – česky zatím nevyšlo
- The Division: Recruited (2022) – česky zatím nevyšlo
- The Division: Compromised (2022) – česky zatím nevyšlo

### Samostatné
- Rudá bouře (Red Storm Rising, 1986)
- SSN (SSN: Strategies of Submarine Warfare, 1996)
- Proti všem (Against All Enemies, 2011)